# Плітка бистрянкова
Плі́тка бистрянкова (Squalius alburnoides) — вид прісноводних риб родини ялецевих (Leuciscidae). Раніше зараховувався до роду Iberocypris. Раритетний вид риб, занесений до Червоного списку МСОП та інших природоохоронних документів.

## Опис
Дрібна риба, завдовжки до 11 см. За зовнішнім виглядом займає проміжне положення між Alburnus arborella та Anaecypris hispanica. Тіло сріблястого забарвлення, струнке, у самиць більш пузате. Рот невеликий і повернутий вгору, морда загострена, очі великі. Луска велика. По всьому тілу проходить серединна поздовжня темна смуга. Вусиків немає. Бічна лінія повна. Спинний плавець із 7 променями та анальний плавець із 7—9 променями.

## Поширення
Вид поширений на півдні Португалії та Іспанії. Він обмежений басейнами річок Дуеро, Тахо, Гвадіана, Одіель та Гвадалківір. Інтродукований у річку Хукар.

## Спосіб життя
Поширена риба у середньому і нижньому руслі річок, де течія не дуже інтенсивна і є багата водна рослинність. Харчується водоростями та зоопланктоном. Нерест відбувається в квітні-травні. Відкладає ікру на водні рослини та на донні камені.

## Охорона
На більшій частині ареалу стан природних популяцій виду довгий час залишався нестабільним. Тому плітка бистрянкова, згідно з Червоним списком МСОП, отримала охоронну категорію «вразливий вид». Наразі ситуація змінилась у кращий бік, і вид віднесений до категорії «відносно благополучних». Але в ряді регіонів продовжує спостерігатись тенденція до зниження чисельності популяції виду. Тому вона занесена до Додатку 3 Бернської конвенції (охоронна категорія: вид підлягає охороні), а також до Директиви Європейського Союзу 92/43/ЄС «Про збереження природних оселищ та видів природної фауни і флори» (Додаток II. Види рослин і тварин, що становлять особливий інтерес для Європейського Союзу, збереження яких потребує створення територій особливої охорони).